# 山崎勉
山崎 勉（やまざき つとむ）は、日本の裁判官。2009年現在、東京地方裁判所民事第7部部総括判事

## 経歴
- 1996年4月1日 - 東京地方裁判所
- 1999年4月1日 - 青森地方裁判所・青森家庭裁判所
- 2002年4月1日 - 東京高等裁判所
- 2004年11月1日 - 東京地方裁判所
- 2020年 - 瑞宝中綬章受章[1]